# Cristina Llanos
Pour les articles homonymes, voir Llanos (homonymie).
Cristina Llanos est une guitariste et auteur-compositrice-interprète espagnole, née le 3 décembre 1975 à Madrid.
Elle est membre du groupe Dover. Elle et sa sœur Amparo sont les leaders du groupe.
Elle abandonne le lycée et s'en va à Londres, où elle habite 6 mois avant de commencer à travailler dans la boutique de sa mère à Majadahonda. Sa sœur lui apprend à jouer de la guitare et va influencer son style musical avec des groupes comme The Beatles, R.E.M. ou Nirvana.